# Newport (Arkansas)
Pour les articles homonymes, voir Newport.
La ville de Newport est le siège du comté de Jackson, dans l'Arkansas, aux États-Unis d'Amérique.

## Démographie
| 1880 | 1890  | 1900  | 1910  | 1920  | 1930  | 1940  | 1950  |
| ---- | ----- | ----- | ----- | ----- | ----- | ----- | ----- |
| 683  | 1 571 | 2 866 | 3 557 | 3 771 | 4 547 | 4 301 | 6 254 |

| 1960  | 1970  | 1980  | 1990  | 2000  | 2010  | - | - |
| ----- | ----- | ----- | ----- | ----- | ----- | - | - |
| 7 007 | 7 725 | 8 339 | 7 459 | 7 811 | 7 879 | - | - |

- (en) Cet article est partiellement ou en totalité issu de l’article de Wikipédia en anglais intitulé « Newport, Arkansas » (voir la liste des auteurs).